# خانه دانشمندان (لویو)
خانه دانشمندان ( کازینو نجیب سابق، کازینو کنت، کازینو خلق و کازینو گرهارد)، یک بنای تاریخی در لویو (اوکراین) واقع در بخش مرکزی شهر در خیابان لیستاپادووهو چاینو، شماره ۷ می‌باشد.
این ساختمان در بین سال‌های ۱۸۹۷-۱۸۹۸ بر اساس طرح معماران مشهور، هرمان هلمر و فردیناند فلنر‌، بانیان پروژه‌های رصدخانه وین، خانه‌های اپرای اودسا و چرنیوتسی و ساختمان جدید هتل جرج در لویو ساخته شد. معماران این بنا از نمونه‌هایی از جمله از معماری باروک کاخ‌های اروپای مرکزی الهام گرفتند. طراحی چشمگیر نماهای ساختمان و ظرافت بدیع فضای داخلی ساختمان با طراحی جسورانه گالری راه پله لابی که استادانه جاسازی شده، ترکیب شده‌است.
از سال ۱۹۱۸ تا ۱۹۳۹، یک کازینو در این ساختمان فعالیت می‌کرد. در طول جنگ جهانی دوم، محل استخدام جوانان برای کارهای کمرشکن در آلمان بود. از سال ۱۹۴۸ تاکنون به عنوان خانه دانشمندان شروع به فعالیت کرد و در حال حاضر، این ساختمان متعلق به سازمان منطقه‌ای لویو و سندیکا کارکنان آموزشی و علمی اوکراین است.
از فضای داخلی ساختمان اغلب برای فیلمبرداری استفاده می‌شد از جمله در فیلم‌ دارتانیان و سه تفنگدار (محصول شوروی و سال ۱۹۷۸).
در سال ۱۹۹۸ نیز این ساختمان محل ستاد انتخابات منطقه‌ای لویو نامزد ریاست جمهوری اوکراین، لئونید کوچما بود.
این خانه در حال حاظر به طور منظم میزبان مهمانی‌های رقص است.

## گالری

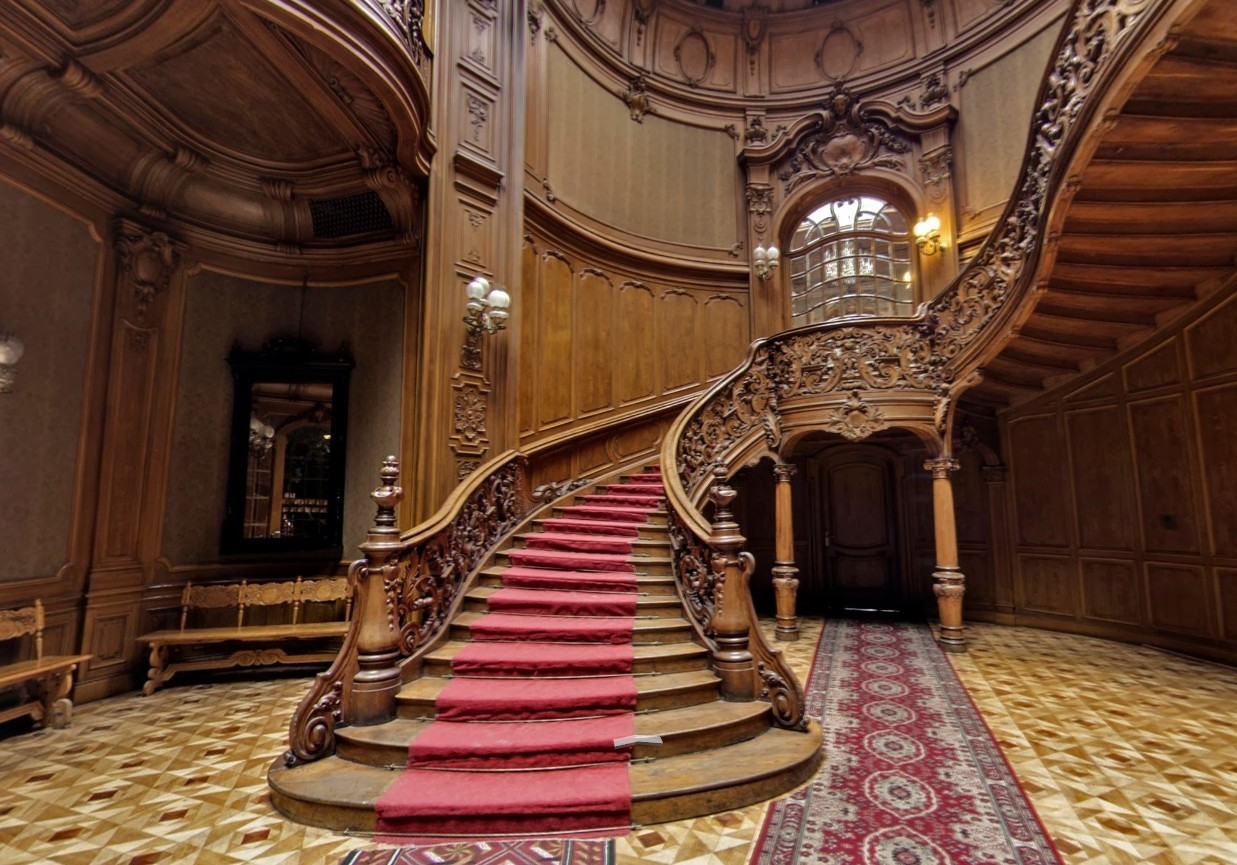
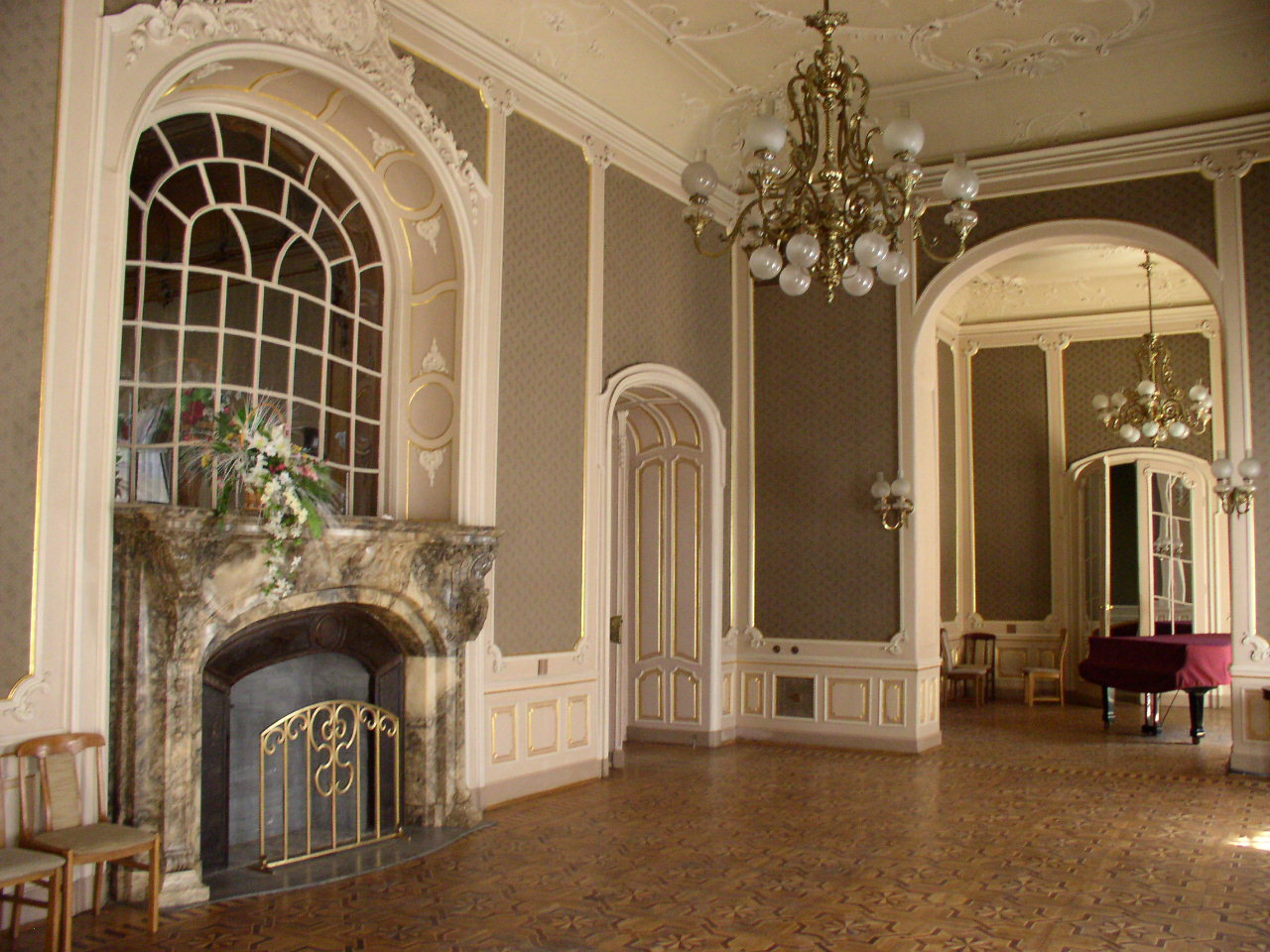
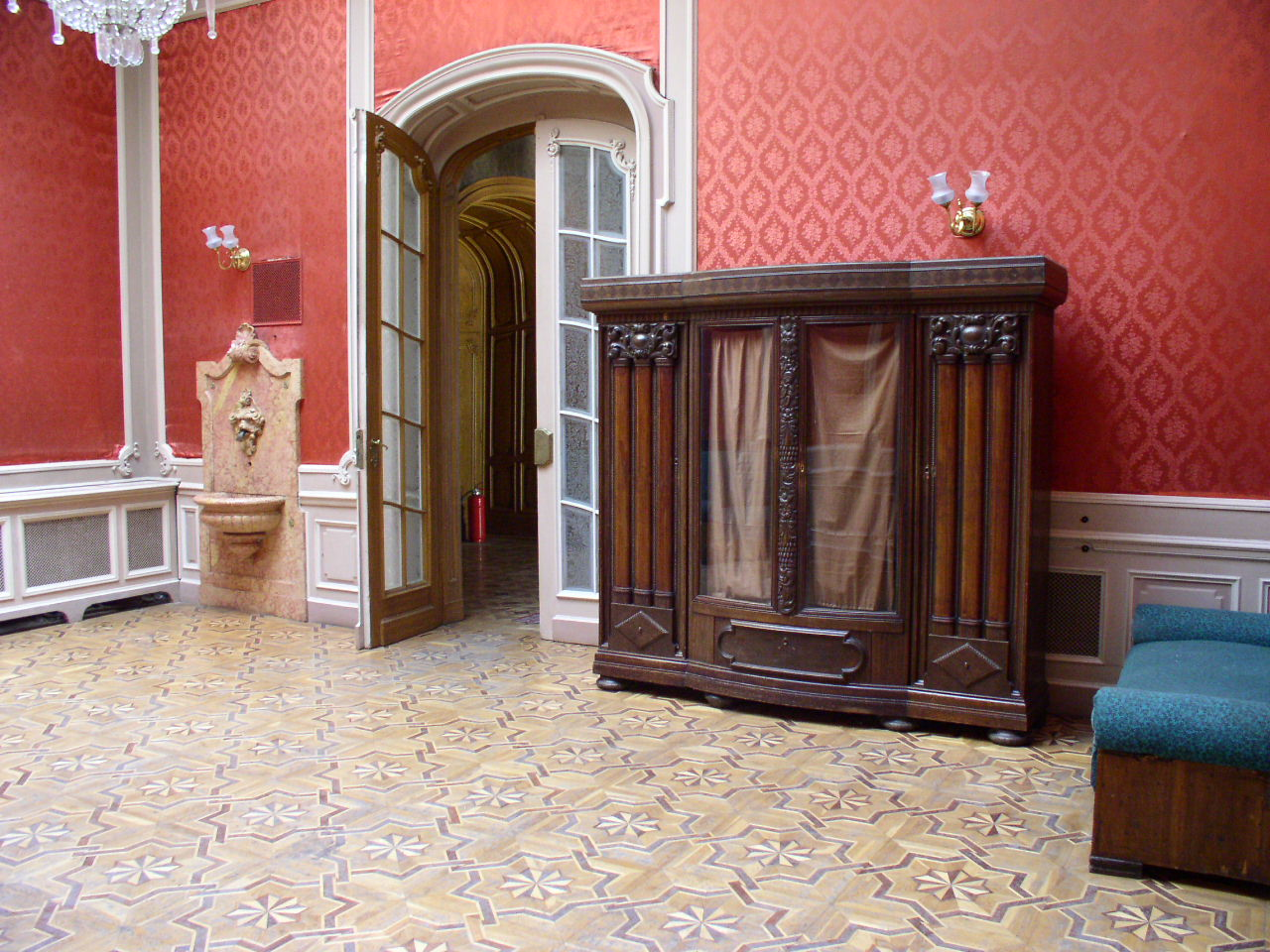
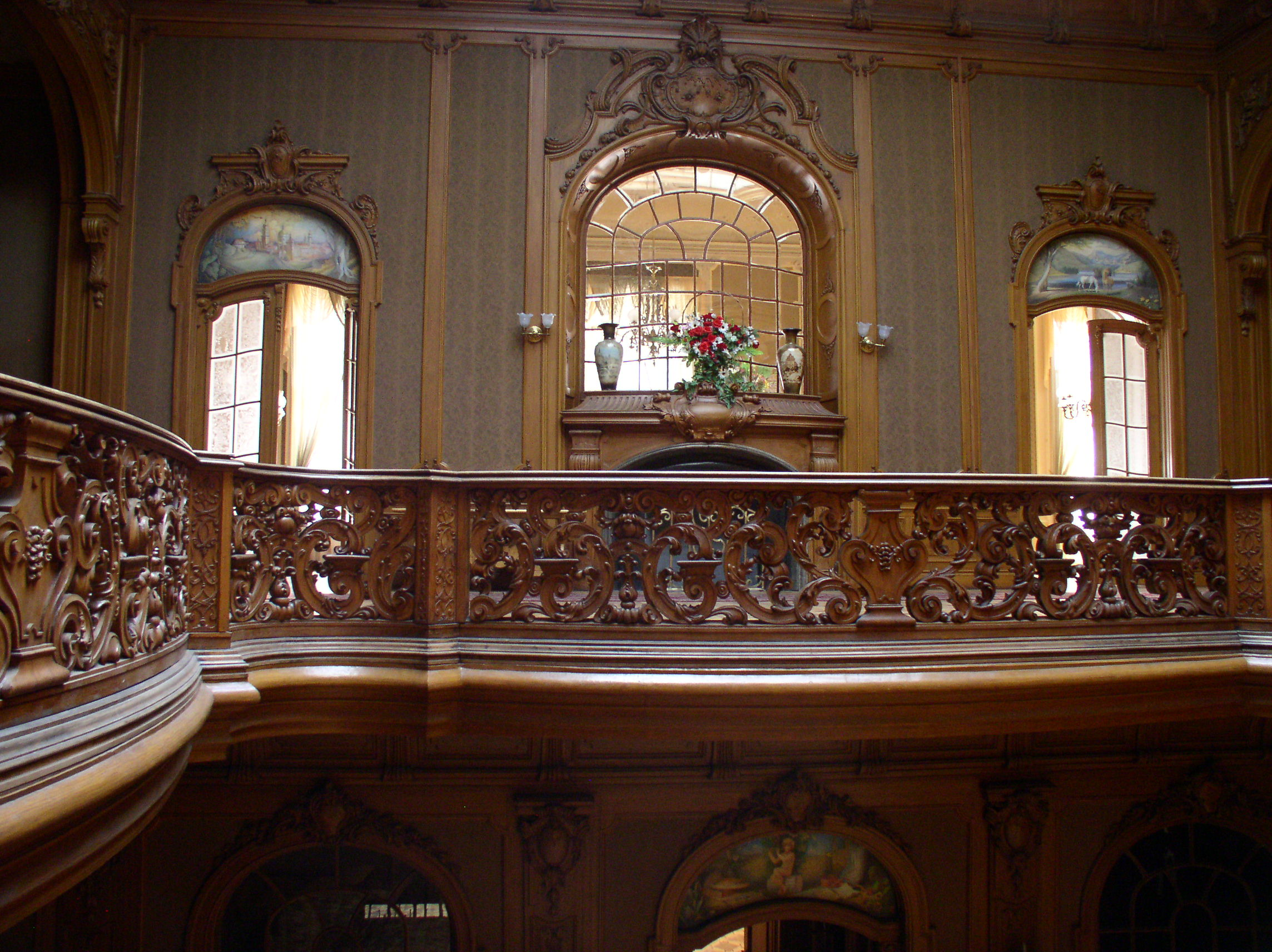
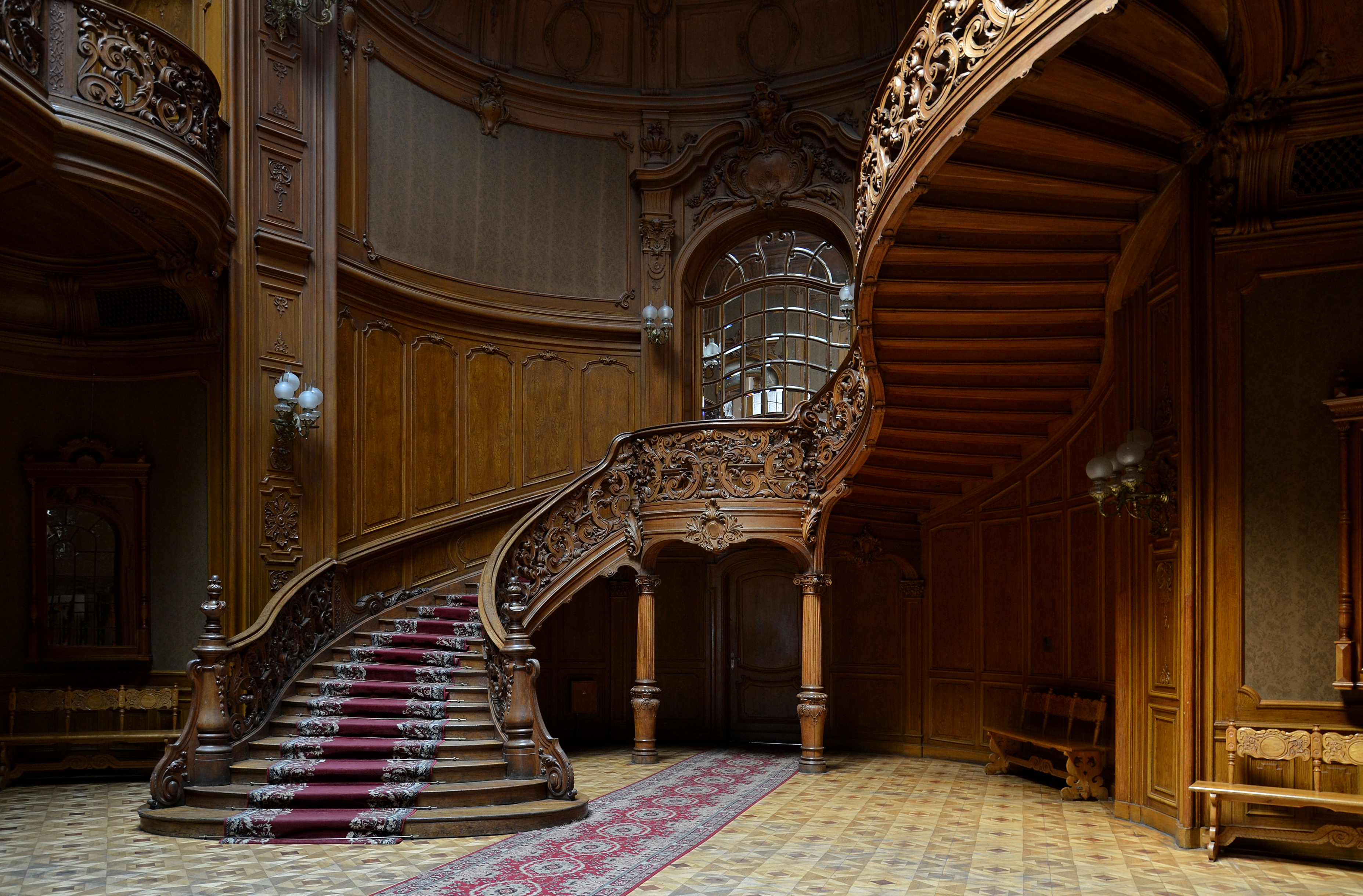

## ادبیات
- معماری لویو: ساعت ها و سبک ها. قرن XIII-XXI. - لویو : مرکز اروپا، 2008. - 720 s. — ISBN 978-966-7022-77-8 ، ص. 313-315، 339
- Vuytsik V. S.، Lipka R. M. Zustrich از Lvov. لویو: کامنیار ، 1987. ص 110-112.

## پیوندها
- خانه دانشمندان، لویو (تور مجازی، پانورامای کروی)
- کازینو مردم